# Casey Sadler
Pour les articles homonymes, voir Sadler.
Casey Scott Sadler (né le 13 juillet 1990 à Stillwater, Oklahoma, États-Unis) est un lanceur droitier des Ligues majeures de baseball. Il est présentement agent libre après avoir joué pour les Pirates de Pittsburgh en 2014 et 2015.

## Carrière
Joueur de baseball au Western Oklahoma State College, un collège communautaire d'Altus, en Oklahoma, Casey Sadler est sélectionné en 25e ronde du repêchage amateur de 2010 par les Pirates de Pittsburgh. Il fait ses débuts dans le baseball majeur comme lanceur de relève pour les Pirates le 2 mai 2014 et lance deux manches sans accorder de point aux Blue Jays de Toronto.
Sadler n'apparaît que dans un match des Pirates en 2015, son premier avec l'équipe comme lanceur partant, et mérite à cette occasion sa première victoire au terme d'une sortie de 5 manches face aux Brewers de Milwaukee.
En novembre 2015, Sadler subit une opération Tommy John au coude droit qui lui fait rater toute la saison 2016.